# Saint-André-Est
Saint-André-Est ou, plus communément Saint-André-d'Argenteuil, est un village compris dans le territoire de la municipalité de Saint-André-d'Argenteuil, en Argenteuil, au Québec (Canada).
Saint-André-Est est le foyer de l'industrie papetière au Canada, alors qu'y est construite la première usine à papier vers 1805.

## Toponymie
Le nom du village réplique celui de la paroisse presbytérienne de St. Andrews, nommée en l'honneur de l'apôtre André, saint patron des Écossais.
La particule « Est » identifie la position orientale du village dans le territoire de la paroisse. Il différencie le territoire urbanisé du territoire rural. C'est le bureau de poste qui est le premier à porter ce nom, qui est passé dans l'usage. D'abord baptisé St. Andrews East, son nom est francisé en 1978.

## Géographie
Le village est, avec Carillon, l'un des deux noyaux urbanisés de la municipalité de Saint-André-d'Argenteuil. Il est situé à 49 km à l'ouest de Saint-Eustache.
Le village est localisé à l'intersection de la route route 327 et de la route 344 (route du Long-Sault). La route 327 permet de relier le village à l'autoroute 50, près de Lachute, vers Gatineau et Mirabel.
Historiquement, l'économie repose sur le commerce du bois et des produits agricoles. Aujourd'hui, le village est à vocation agricole et touristique.

## Histoire
Au tout début du xixe siècle, des Écossais colonisent la confluence des rivières du Nord et des Outaouais.
La première papetière au Canada est commence ses activités aux abords de la rivière du Nord en 1805. Construite par deux entrepreneurs américains, Walter Ware et Benjamin Wales, l'usine utilise des chiffons comme matière première. L'usine est opérée par James Brown, un libraire montréalais qui rachète les parts de Ware. Brown acquiert aussi La Gazette canadienne, un quotidien montréalais qu'il renomme Montreal Gazette, et qu'il imprime avec le papier fabriqué à son usine. La papetière est contrainte à la fermeture en 1834, lorsque le seigneur Charles Christopher Johnson (en) refuse de renouveler le bail de Brown.
Entretemps, un bureau de poste est ouvert en 1819. La paroisse Saint Andrews est érigée en 1830.
La municipalité de paroisse d'Argenteuil est créée en 1845. La municipalité de village de Saint-André-Est est détachée de la municipalité de paroisse en 1958. Elle est fusionnée de nouveau avec la paroisse de Saint-André-d'Argenteuil et le village de Carillon en 1999 afin de former la municipalité de Saint-André-d'Argenteuil,.

## Personnalités liées
John Abbott, troisième premier ministre du Canada, est né à Saint-André-Est.